# Ibòs
Ibòs (en francès Ibos) és un municipi francès situat al departament dels Alts Pirineus i a la regió d'Occitània. Limita a l'oest amb Gèr, al sud amb Asereish i Julhan, a l'est amb Tarba i Bordèras, i al nord amb Auroish, Pintac i Bordèras.

## Demografia
| 1962                                       | 1968  | 1975  | 1982  | 1990  | 1999  | 2007  |
| ------------------------------------------ | ----- | ----- | ----- | ----- | ----- | ----- |
| 1.657                                      | 1.837 | 1.987 | 2.238 | 2.309 | 2.778 | 2.839 |
| Des de 1962: població sense dobles comptes |       |       |       |       |       |       |

## Administració
| Període | Identitat       | Partit |
| ------- | --------------- | ------ |
| 1995-   | Daniel Frossard | PS     |